# One King West Hotel & Residence
El One King West Hotel & Residence (or 1 King West) es un hotel condominio ubicado en 1 King Street West en el Distrito Financiero de Toronto, la capital de la provincia canadiense de Ontario. Se completó en 2006 después de que se agregara una nueva torre al patrimonio Dominion Bank Building (1914), en sí mismo un rascacielos de 12 pisos. El sitio había sido originalmente Michie & Co. Grocers & Wine Merchants, y luego una sede de 5 pisos para el Dominion Bank (1879).

## Descripción
El edificio ofrece 500 suites, así como un ático de 2 plantas. Las suites están en la nueva torre o en el edificio histórico que forma la base del complejo. El conjunto comprende el edificio Dominion Bank de 1914 fue diseñado por Darling y Pearson en el estilo Beaux-Arts, con detalles neorrenacentistas. La nueva torre tiene 51 pisos y 176 metros de altura. Stanford Downey Architect Inc. fueron los arquitectos involucrados en la renovación.
El edificio fue originalmente un banco. El Grand Banking Hall es un magnífico ejemplo del clasicismo de principios del siglo XX con detalles ornamentados que incluyen majestuosas columnas corintias y grandes ventanales. Se ha convertido en una gran sala de reuniones con bar. La histórica bóveda del banco en el sótano se puede utilizar para reuniones privadas o comidas, apropiadamente llamado Teller's Bar.